# Danvikshem

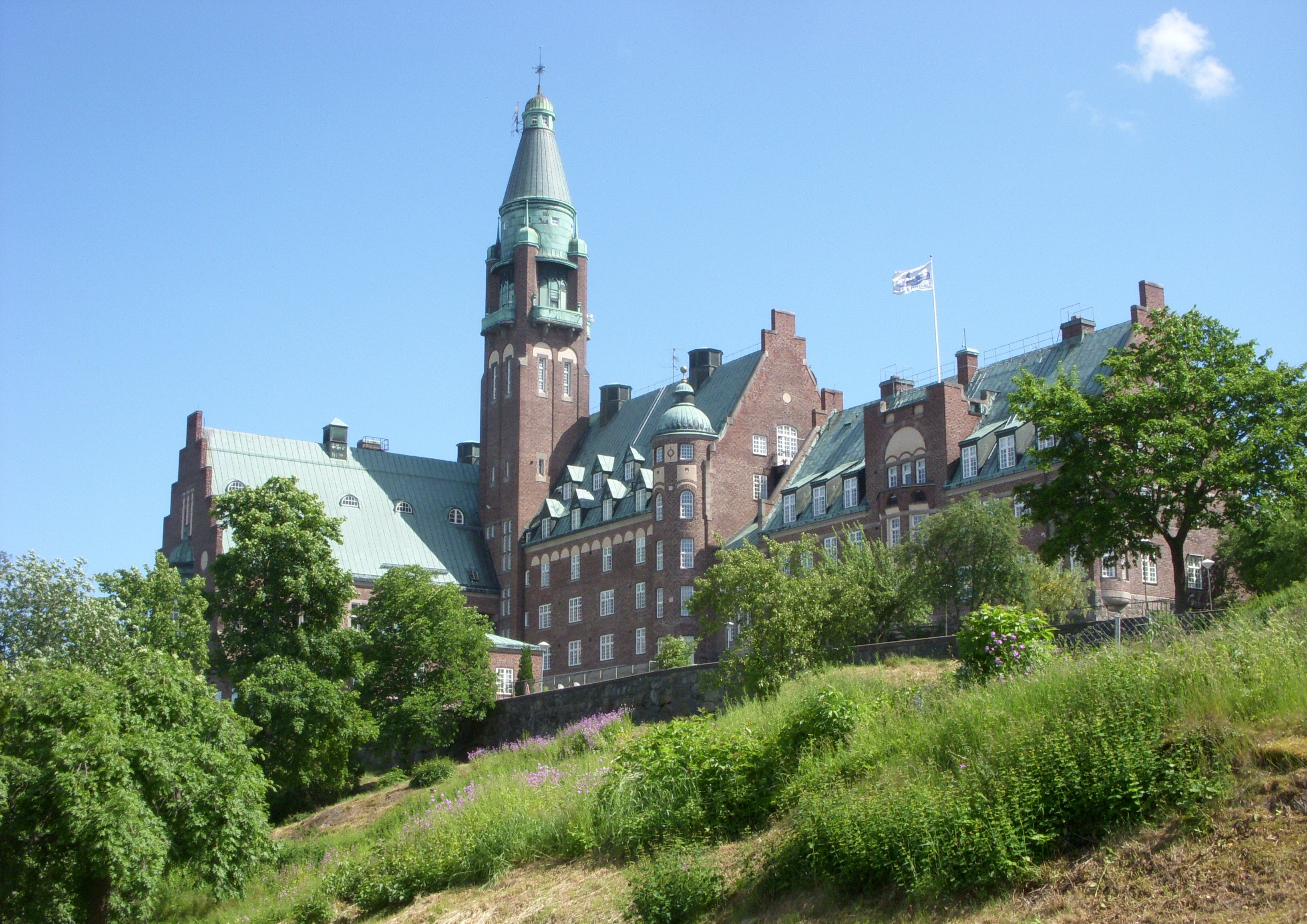
Danvikshem sett från sjösidan.

Danvikshem är ett äldreboende i Nacka på Finnbodaberget mellan Henriksborg, Danvikstrand, Saltsjön, Finnboda och Vilans skola. Hemmet drivs av den ideella Stiftelsen Danviks hospital. Verksamheten som äldreboende kan spåras tillbaka i tiden till det 1551 anlagda och 1915 slutligen nedlagda Danvikens hospital vid Danviken.

## Historik
Redan 1892 påbörjades sprängningarna för grundarbetet men det dröjde till 1912–1915 innan byggnaden Danvikshem restes av Kreuger & Toll i nationalromantisk stil med Aron Johansson som arkitekt och Paul Toll som projektledare. Byggherre var Danvikens hospital.  Till Danvikshem flyttades vården av äldre från hospitalet vid Danviken. 
Den monumentala byggnaden med magnifikt läge vid Stockholms inlopp planerades för att härbärgera över 400 boende. Från kyrksalen i 1725 års sjukhusbyggnad vid Danviken övertogs vissa inventarier, vilka placerades i den nya kyrkan vid Finnboda. Danvikshem har byggts ut i olika omgångar, senast på 1980-talet.

## Engelska parken

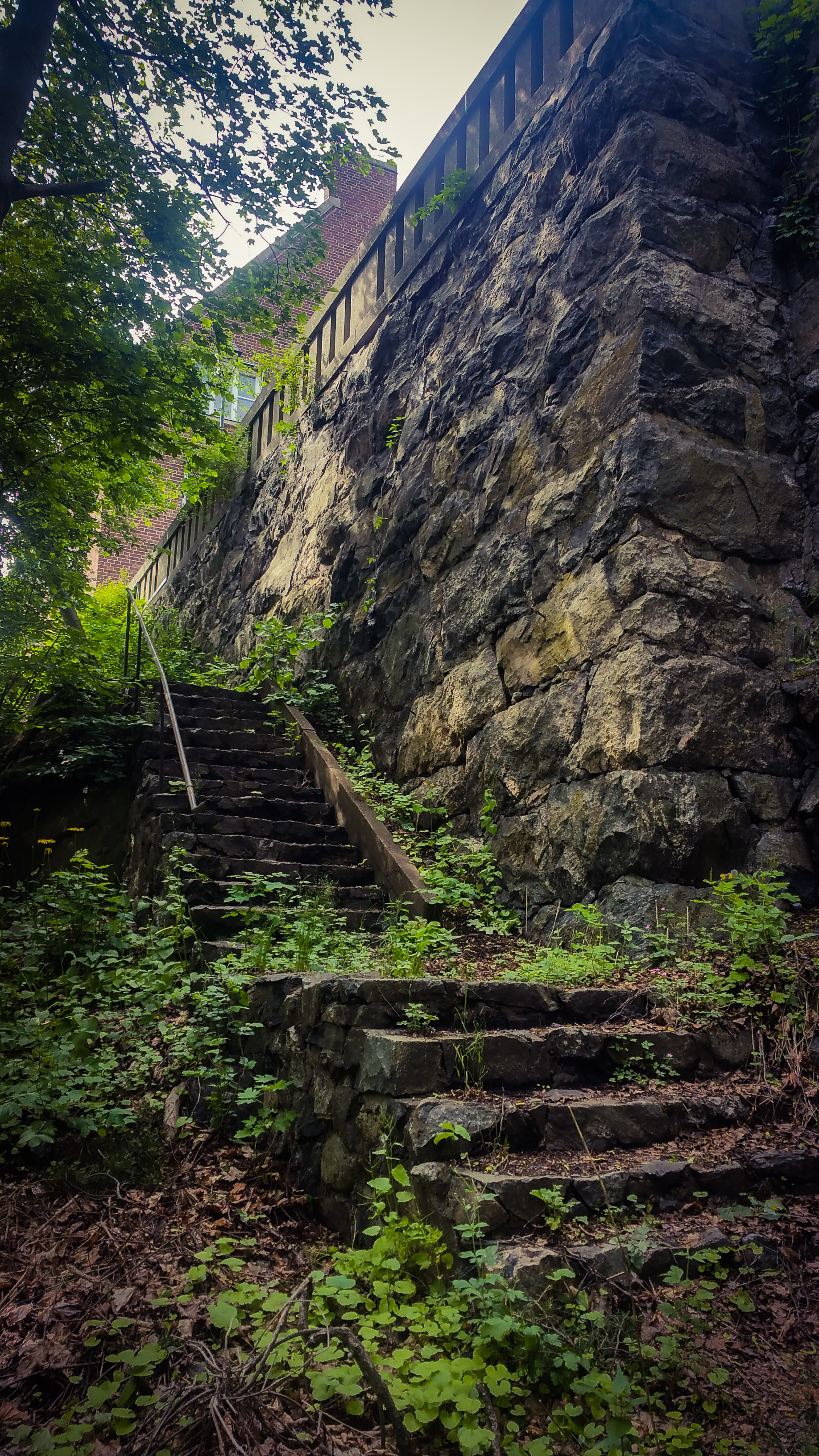
Trappa som förbinder Danvikshem med naturområdet Engelska parken nedanför

Mellan Danvikshem och Vilans skola finns ett natur- och rekreationsområde på 1–2 ha i en sydsluttning. Beteckningen Engelska parken kommer antagligen från grönområdets karaktär som påminner om en engelsk park att blanda naturligt befintlig vegetation med parkliknande element som stenlagda stigar, trappor och blomsterodlingar. 2017 finns dock lite kvar av parkkaraktären. Trapporna från Danvikshem till Engelska parken samt mellan de olika nivåerna i parken har inte underhållits. Odlingarna syns endast kvar genom att odlade blommor (t.ex. iris) växer på våren i undervegetationen. 
Enligt Nacka kommuns inventering av naturvärdesträd har Engelska parken naturvärdesklass 1. Tall dominerar och utgör de äldsta träden och är äldre än 200 år. Här växer även alm, ask, lönn, parklind, oxel, körsbär, björk, hassel och körsbär. Bland buskarna finns slån, nypon, skogstry, måbär, oxbär, snöbär och liguster. De gamla tallarna är ofta värdträd för talltickan som finns i omkring en tredjedel av dem. Andra rödlistade arter här är reliktbocken och vintertagging. "Det höga naturvärdet är knutet till förekomsten av gammal tall med ett flertal rödlistade arter av vedinsekter och -svampar" (...) dess status bör höjas till nyckelbiotop med tanke på mängden riktigt gammal tal där talltickan förekommer".
Området ligger i anslutning till Vilans skola och förskola samt Finnboda förskola och utnyttjas flitigt som skolgård och för exkursioner. Söder om Engelska parken går en lummig gångväg från Vilans skola till Finnboda. Öster om Engelska parken finns en trätrappa som knyter ihop Danvikshem med Finnboda. 
2017 påbörjades exploateringen av norra delen av Engelska parken där c:a 1/3 av naturområdet kommer bebyggas inom planprogrammet för Danvikshem. Stiftelsen Danvikens hospital kommer att bygga 36 lägenheter för vård- och omsorgsboende i ett slags terrasshus. HSB bygger dessutom tre punkthus för seniorboendet Finnboda Trädgårdar.
Inom planprogrammet för Henriksdal kommer skolorna, förskolorna och ungdomsbostäderna söder om Engelska parken att rivas för att uppföra nya skolor för fler barn men på mindre yta. Utbildningsnämnden i Nacka kommun har därför påpekat att framtida skolgården borde vara betydligt större än planerat. Tjänstemännen i Nacka kommun har därför föreslagit att Engelska parken och ödekyrkogården söder om Vilans skola borde kunna räknas in som skolgård.

## Bilder

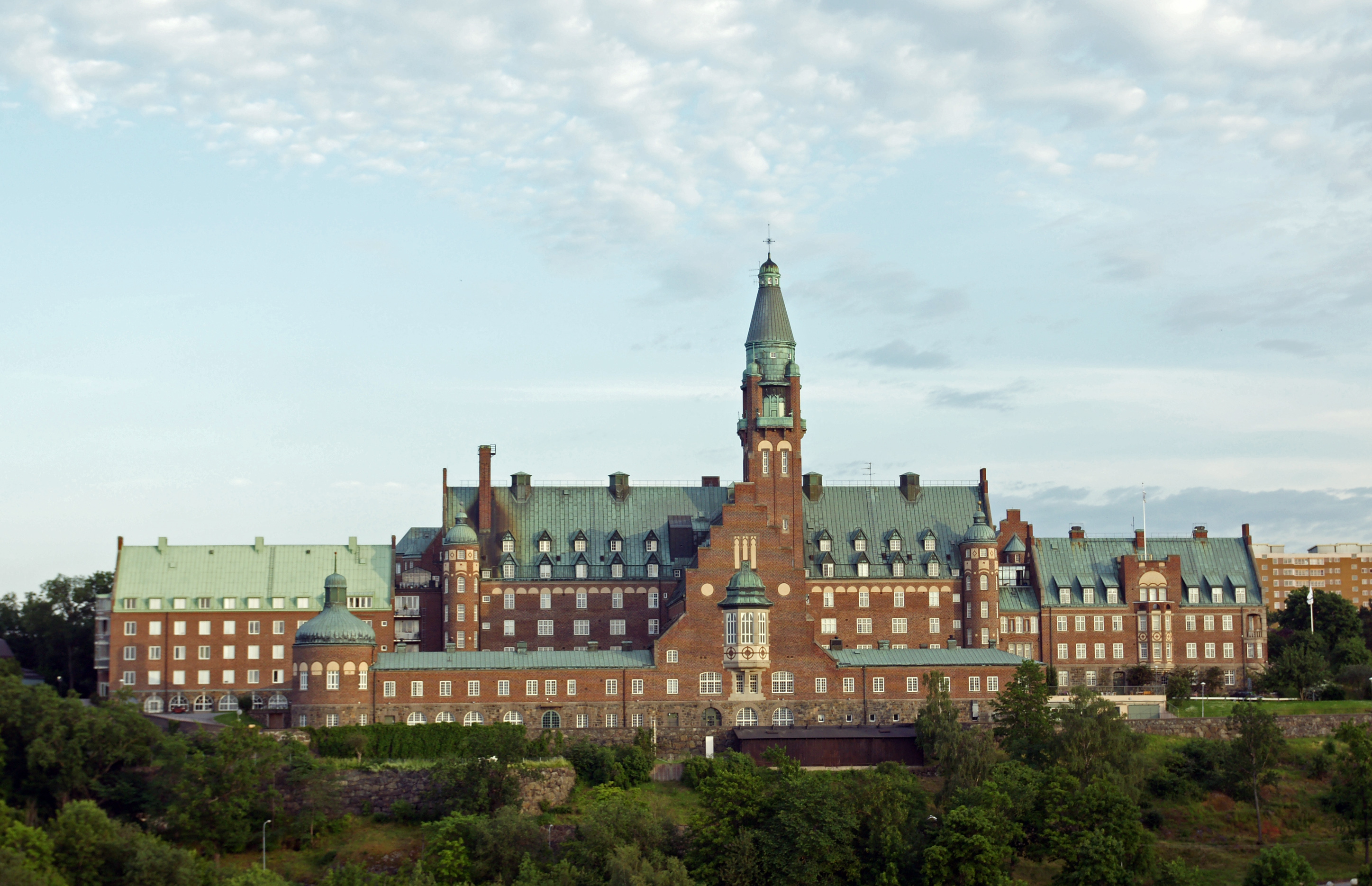
Danvikshem sett från norr
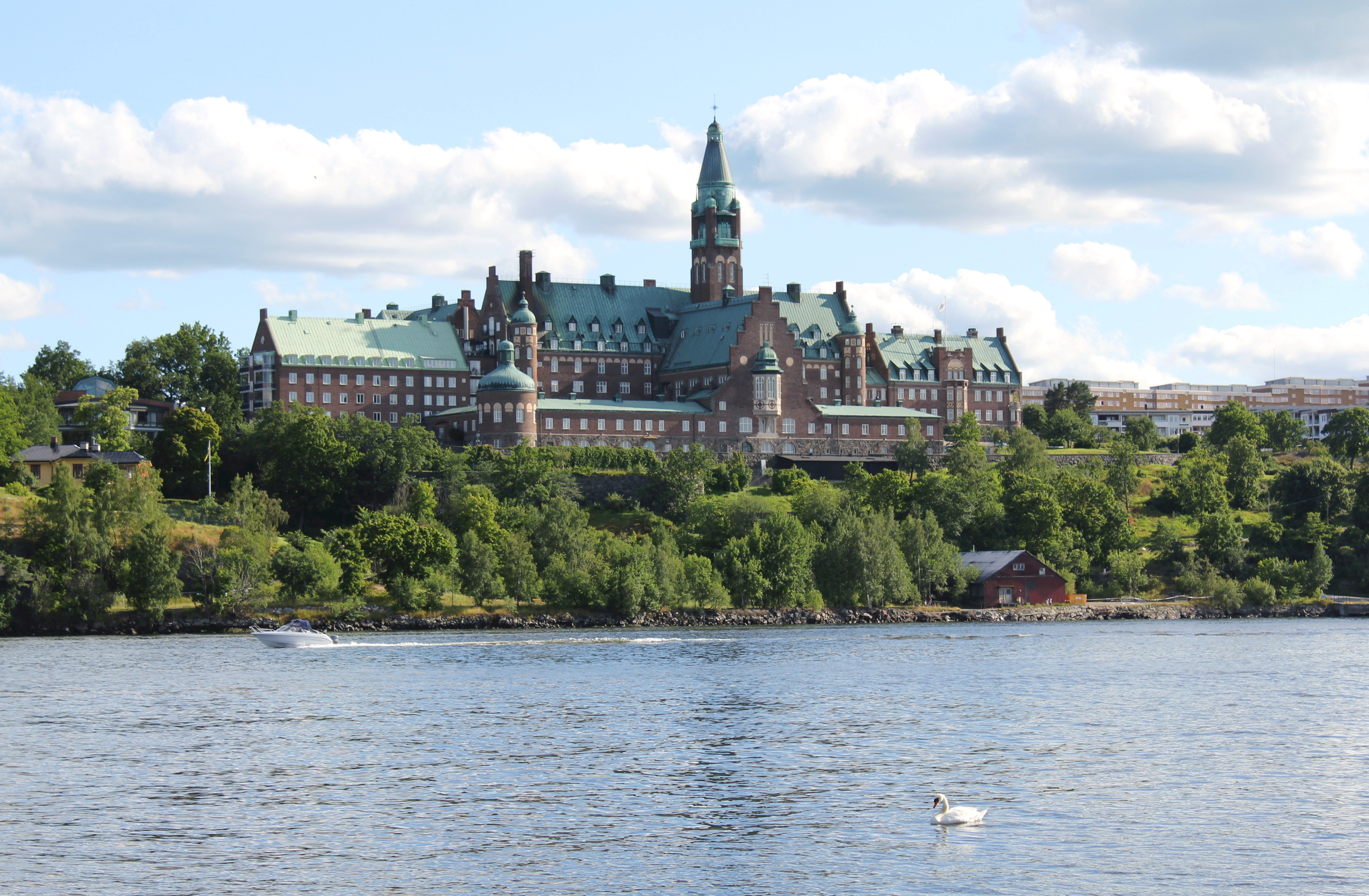
Vy över Stockholms inlopp
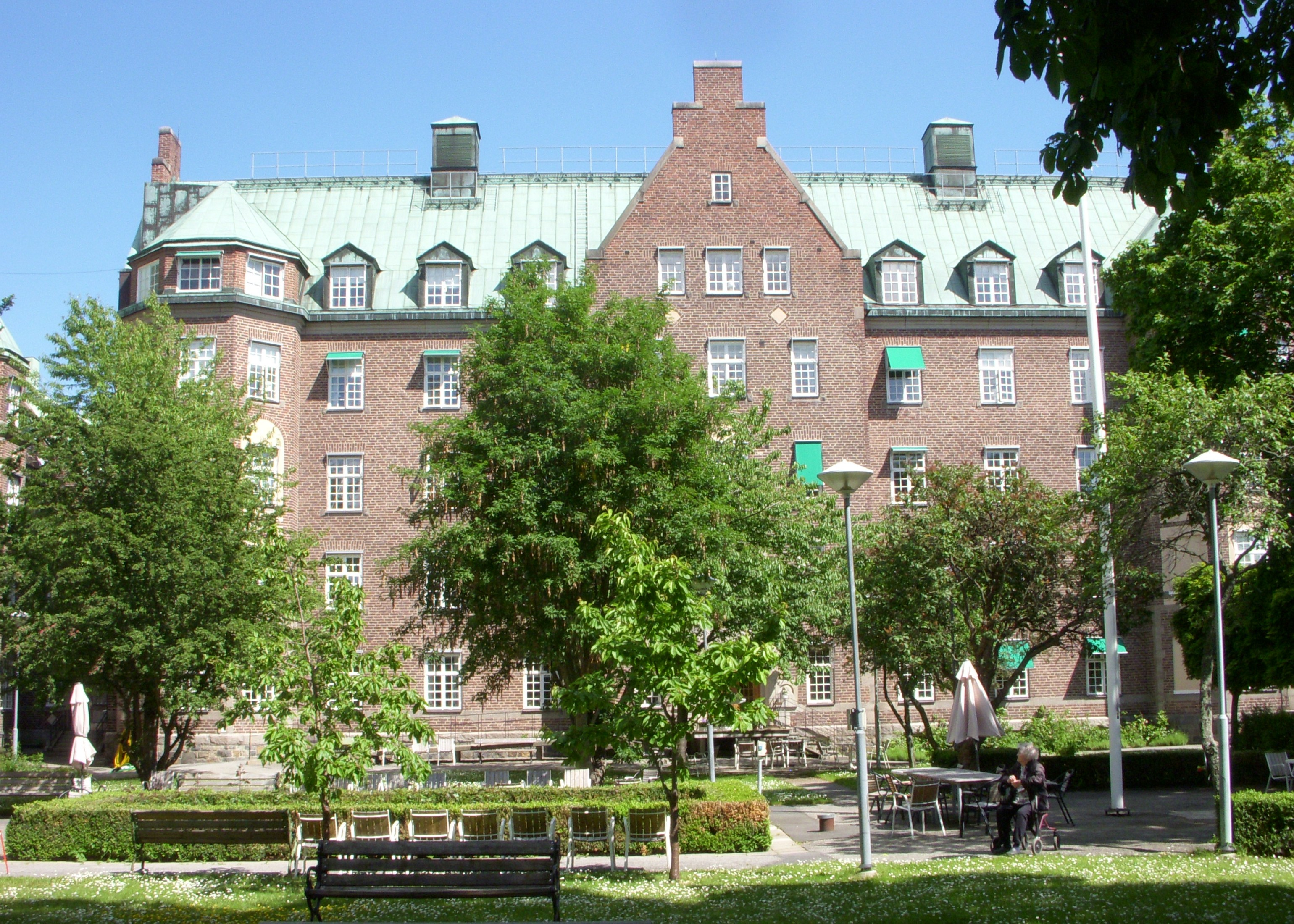
Innergården
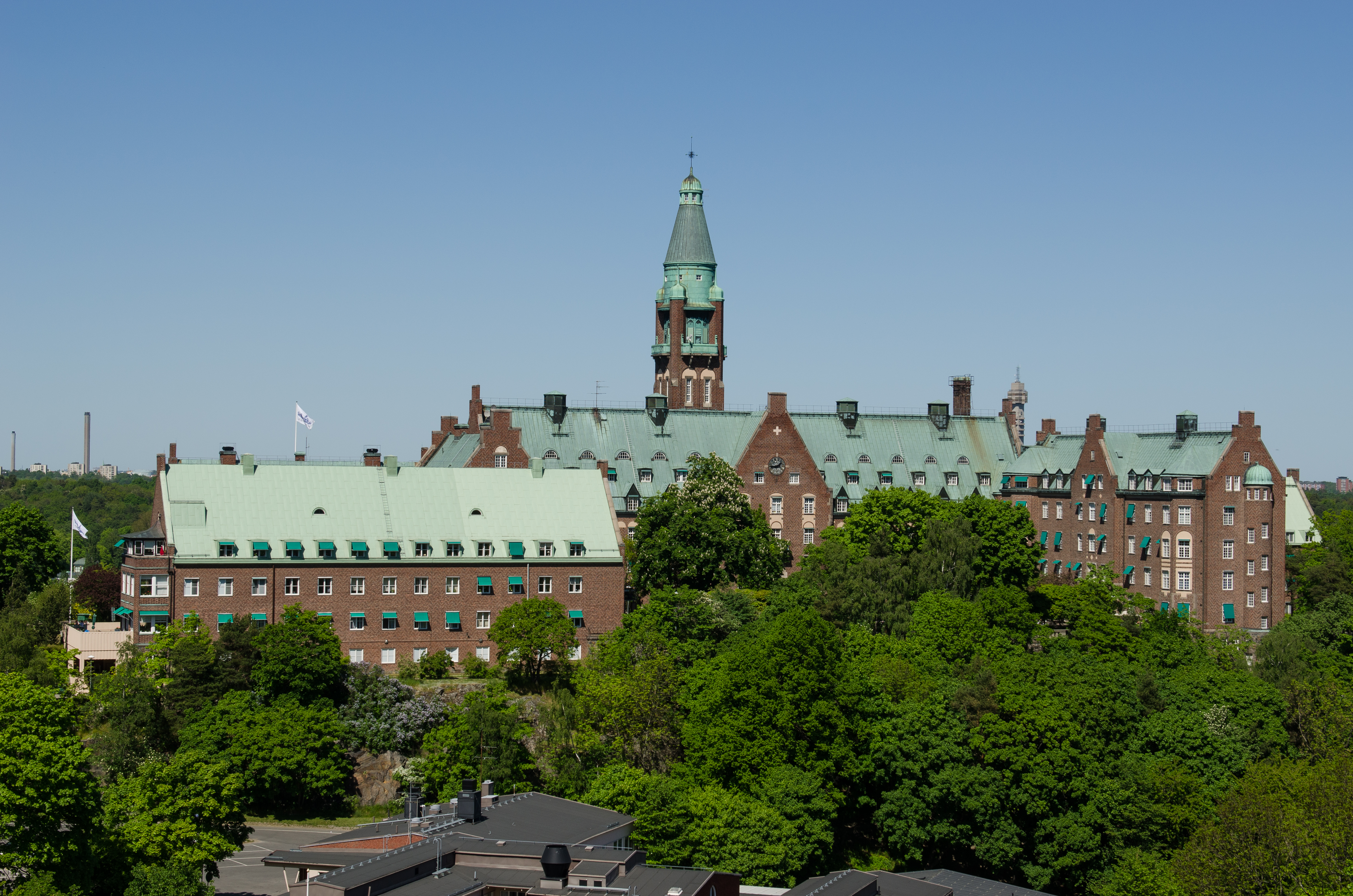
Engelska parken syns nedanför Danvikshem